# Пеллас, Лукас
Лукас Пеллас (швед. Lucas Pellas; род. 28 августа 1995, Стокгольм) — шведский гандболист, выступает за гандбольный клуб «Монпелье» и сборную Швеции по гандболу. Серебряный призёр чемпионата мира 2021 года, чемпион Европы 2022 года, бронзовый призёр чемпионата Европы 2024 года. Участник двух летних Олимпийских игр 2020 и 2024 годов.

## Карьера

### Клубная
Пеллас начал играть в гандбол в BK «Söder». В 2004 году полевой игрок перешел в «Хаммарбю». С 2016 по 2020 годы подписал контракт со шведским клубом «Луги». В 2020 году Пеллас присоединился к французскому клубу первого дивизиона «Монпелье».

### Международная карьера в сборной
В составе сборной Швеции Пеллас дебютировал 20 июня 2019 года. На чемпионате мира 2021 года выиграл серебряную медаль в составе национальной команды.
На летних Олимпийских играх 2020 года, в составе Швеции дошёл до четвертьфинала, где сборная уступила Испании 33:34.
На чемпионате Европы 2022 года после заражения COVID-19 Пеллас не играл в составе до полуфинала. Зато в полуфинале он забил семь голов. В финале шведы победила испанцев и стали чемпионами Европы. В 2024 году завоевал бронзовую медаль чемпионата Европы в Германии, сыграл все девять матчей и забил 25 голов.
В августе 2024 года был включён в состав Швеции на Олимпийский турнир по гандболу. Сборная Швеции уступила в четвертьфинале сборной Дании 31:32, а игроки команды завершили участие в турнире.